# Суныёган
Суныёган (устар. Суны-Ёган) — река в России, протекает по Ханты-Мансийскому АО. Устье реки находится в 43 км по левому берегу реки Охогригол. Длина реки составляет 76 км, площадь водосборного бассейна 901 км². В 24 км по правому берегу впадает река Ай-Суныёган.
Система водного объекта: Охогригол → Колекъёган → Вах → Обь → Карское море.

## Данные водного реестра
По данным государственного водного реестра России относится к Верхнеобскому бассейновому округу, водохозяйственный участок реки — Вах, речной подбассейн реки — бассейн притоков (Верхней) Оби от Васюгана до Ваха. Речной бассейн реки — (Верхняя) Обь до впадения Иртыша.
Код объекта в государственном водном реестре — 13011000112115200040210.